# Diego Silva
Diego Emilio Silva Silva (Montevideo, 17 de mayo de 1987) es un futbolista uruguayo que juega como delantero y actualmente milita en el Phitsanulok F.C. de la tercera división de Tailandia.

## Trayectoria

### Clubes
| Club                        | País      | Año             |
| --------------------------- | --------- | --------------- |
| River Plate                 | Uruguay   | 2007 - 2009     |
| FC Astra Giurgiu            | Rumania   | 2010            |
| Racing Club de Montevideo   | Uruguay   | 2010            |
| Centro Ítalo                | Venezuela | 2011            |
| Marathón                    | Honduras  | 2011            |
| El Tanque Sisley            | Uruguay   | 2012            |
| Atenas                      | Argentina | 2012            |
| Central Español             | Uruguay   | 2013            |
| AEK Kouklia FC              | Chipre    | 2013            |
| FC Jūrmala                  | Letonia   | 2014            |
| Lanexang United             | Laos      | 2015 - 2016     |
| Chainat Hornbill            | Tailandia | 2017 - 2018     |
| Ayutthaya United            | Tailandia | 2018            |
| JS Saint-Pierroise          | Reunión   | 2019            |
| Angthong                    | Tailandia | 2020            |
| Uthai Thani                 | Tailandia | 2020            |
| Lampang                     | Tailandia | 2020 - 2021     |
| See Khwae City              | Tailandia | 2021 - 2022     |
| Samut Sakhon City           | Tailandia | 2022            |
| Thawi Watthana Samut Sakhon | Tailandia | 2023            |
| Phitsanulok                 | Tailandia | 2023 - Presente |